# Zuo Zhuan
Le Zuo Zhuan, ou Commentaire de Zuo (chinois 左傳, nom originel Zuoshi Chunjiu 左氏春秋), est le principal commentaire des Annales des Printemps et des Automnes, une chronique de l'État de Lu de 722 à 480 av. J.-C. La tradition l'attribue à Zuo Qiuming (Ve siècle av. J.-C.), qui l'aurait écrit comme un commentaire explicatif des Annales des Printemps et des Automnes. Il couvre une période plus longue que les Annales des Printemps et des Autommnes (jusqu'en 468 av. J.-C.), et fait référence à des évènements non mentionnés dans celles-ci.
Le Commentaire de Zuo raconte cependant des événements qui ne se limitent pas au royaume de Lu. Il est aussi une œuvre littéraire, restituant les dialogues des personnages ou citant des documents anciens. Les rêves, le surnaturel, les prophéties y ont leur place. L'ouvrage est toutefois soucieux de vérité historique. Ainsi, sur les trente-sept éclipses mentionnées, trente-trois ont été vérifiées par la science moderne. On trouve dans le Commentaire de Zuo la première mention connue du passage de la comète de Halley en 611 av. J.-C..
Le Commentaire de Zuo est l'un des ouvrages retrouvés sous les Han dans un mur de la maison de Confucius, après l'autodafé de 213 av. J.-C. Outre sa valeur historique, l'ouvrage atteste, à travers les propos prêtés à certains personnages, de l'existence d'un « confucianisme » antérieur à Confucius. Les descriptions, discours et dialogues et plus généralement le style de l'auteur font du Commentaire de Zuo l'un des chefs-d'œuvre de la littérature chinoise.
Le Commentaire de Zuo fut considéré successivement :
- Comme un faux tardif du début du Ier siècle apr. J.-C. (Liu Fenglu).
- Comme une compilation du IIe siècle av. J.-C. d'un commentaire original des Annales des Printemps et des Automnes, et de documents provenant d'autres royaumes (Hung, Henri Maspero).
- Comme une œuvre du milieu de la Période des Royaumes combattants, postérieure à Zuo Qiuming (Karlgren, Yang Bojun).

La majorité des historiens modernes souscrivent à cette dernière théorie, et considèrent que le Zuo Zhuan a été compilé au IVe siècle av. J.-C.
Aujourd'hui publié accompagné des Annales des Printemps et des Automnes, le Zuo Zhuan était à l'origine une œuvre indépendante. Son intercalation dans le texte des Annales est attribuée à Du Yu (222-284). Il comporte des éléments de natures différentes :
- Une chronique de l'État de Lu, parfois légèrement différente de celle des Annales des Printemps et des Automnes.
- Des entrées supplémentaires, de type « annales », mais portant sur des États ou des évènements étrangers aux Annales des Printemps et des Automnes, qui proviendraient d'annales d'autres pays.
- Des commentaires de diverses natures : tantôt explications relatives au texte des annales, tantôt commentaire moralisant de ce texte, tantôt commentaire rituel…
- Des fragments supplémentaires, ou des anecdotes relatives aux événements, généralement présentées sous forme de dialogues ou de discours, parfois de narrations. Ces anecdotes forment la partie la plus importante, et la plus intéressante, de l'œuvre.